# Claude Garamond
Claude Garamond född cirka 1490, död 1561, var en fransk typsnittsskapare.
Claude Garamond var stilgjutare och kunglig boktryckare i Paris. Han var troligen lärling hos stämpelskäraren Antoine Augereau. Sent 1520-tal blev Claude Garamond kontaktad av parisaren och tryckaren Robert Estienne som önskade en uppsättning antikvor. Dessa typer sågs för första gången i Paraphrasis in Elegantiarum Libros Laurentii Vallae. Claude Garamonds former är en vidareutveckling av typer skurna åt Aldus Manutius av Francesco da Bologna med släktnamnet Griffo. Återstoden av Claude Garamonds matriser och patriser finns numera i Plantin-Moretus Museum i Antwerpen samt vid Imprimerie nationale i Paris.